# Association Mégrine Sport
L'Association Mégrine Sport (in arabo جمعية مقرين الرياضية), meglio conosciuto come AS Mégrine o con l'acronimo AMS, è una società polisportiva tunisina, con sede a Mégrine. Le sezioni principali sono quelle di calcio e pallamano.

## Calcio

### Storia
Il club venne fondato nel 1948 ed ha partecipato a due edizione della massima divisione tunisina. La prima partecipazione fu nella stagione 1976-1977, chiusa al quattordicesimo ed ultimo posto. La seconda esperienza fu nella stagione 1981-1982, terminata al tredicesimo posto, ad un punto dall'Océano Club de Kerkennah.